# Henrica van Erp
Henrica van Erp, född 1480, död 1548, var en nederländsk abbedissa. 
Hon är känd för den klosterkrönika hon lät skriva.